# 多刺刺蛛蟹
多刺刺蛛蟹（学名：Cyrtomaia hispida）为蜘蛛蟹科刺蛛蟹属的动物。分布于日本、印度尼西亚、新西兰，包括东海等海域，生活环境为海水，常栖息于水深100米左右的泥质底。